# Acacia chrysantha
Acacia chrysantha är en ärtväxtart som beskrevs av Dc. Acacia chrysantha ingår i släktet akacior, och familjen ärtväxter. Inga underarter finns listade i Catalogue of Life.